# Борис Милићевић
Борис Милићевић (Чајниче, 18. мај 1974) српски је новинар, политичар и геј активиста. Један је од оснивача Геј-стрејт алијансе и члан је Главног одбора Социјалистичке партије Србије.

## Биографија
Рођен је 18. маја 1974. године у Чајничу, у тадашњој Социјалистичкој Републици Босни и Херцеговини. До своје осме године боравио је у домовима за дјецу без родитеља. Усвојио га је пар из Трстеника 1982. године. Основну школи и гимназију завршио је у Трстенику, након чега је уписао Економски факултет Универзитета у Београду, који напушта као апсолвент.
Покретач је студентских часописа „МонополЛист” и „Рефлекс”, као и веб-сајта FreeSerbia. Радио је као интернет новинар за веб-портал Mondo. Писао је текстове за више београдских часописа и њемачки дневни лист Die Tageszeitung.
Милићевић је постао савјетник Министра без портфеља задуженог за европске интеграције у Влади Републике Србије од 2013. до 2014. Тиме је постао први јавно декласиран геј политичар у Србији на јавној функцији. У Влади Републике Србије од 2017. до 2020. био је савјетник у Министарству државне управе и локалне самоуправе.

## Активизам
Оснивач је Геј-стрејт алијансе (ГСА). Био је њен предсједник од оснивања до априла 2010. године. Један је од најзаслужнијих за увођење питања положаја гејева и лезбијки у Србији као политичког питања. Први пут у Србији се у оквиру предизборне кампање парламентарних избора говорило о геј правима у јануара 2007, када је ГСА у сарадњи са Антитрафикинг центром организовала трибину о антидискриминационом закону, на којој су заједно учествовали геј активисти, политичари и дипломате.
Предводио је активности ГСА у циљу повећања безбједности геј гостију Пјесме Евровизије 2008. у Београду, која је укључивала и први састанак неке геј организације из Србије са руководством полиције на државном нивоу.
Шест пута је био изложен уличном насиљу због геј активизма. Преводио је протест ГСА у Сава центару 24. фебруара 2009, пошто је управа конгресног цетра забранила одржавање конференције за медије ове организације у својим просторијама. На овом скупу окупило се стотињак демонстраната, а двадесетак је покушало да прекине пројекцију филм „Милк” о познатом америчком геј активисти Харвију Милку, која се у то вријеме одржавала у оквиру филмског фестивала FEST. Суда је 2018. наложио Сава центру да исплати петоро активиста ГСА са по 60.000 динара на име одштете због забране.
Забрану конференције у Сава центру пратио је и напад хулигана на конференцији за медије у Крагујевцу 9. марта 2009. када је представља годишњи извјештај ГСА. Крагујевачка полиција је идентификовала и ухапсила особе које су разбиле стакла просторија у којима је одржана конференција.
За члана Главног одбора Социјалистичке партије Србије изабран је на 8. конгресу 11. децембра 2010. године. Тиме је постао први јавно декласиран геј политичар у Србији који је изабран на високу функцију у некој парламентарној странци. Драган Марковић Палма, тадашњи предсједник Јединствене Србије, коалиционог партнера СПС, изјавио је да је изненађен избором Милићевића у ГО и да не може да прихвати да припадник геј лобија има функцију у коалицији. За члана предсједништва СПС изабра је у Алексинцу на свечаној сједници ГО поводом 27 година партије 17. јуа 2017. године. На парламентарним изборима 2020. и 2022. био је кандидат за народног посланика СПС.
Власник је бренда геј жури Loud & Queer у Београду од 2004. године. Један је од организатора скупа Парада Понос Србије, која се одржава у Београду крај јуна мјесеца од 2015. године. Својевремено се залагао за истополне бракове, али сада заступа став да би држава требало да законски уреди истополне заједнице.